# Ivan Davidovič Lazarev
Ivan Davidovič Lazarev (in russo Иван Давидович Лазарев?; Şuşa, 1820 – Tbilisi, 14 agosto 1879) è stato un generale russo.

## Biografia
Lazarev nacque a Şuşa, nel Caucaso meridionale; suo padre era David Lazarev (1772-1856), principe di Vank, Kalbajar e discendente di una delle più antiche famiglie della nobiltà armena e figlio di una principessa georgiana della dinastia dei Bagration figlia di Giorgio XII di Kartli-Kakheti e re di Georgia; la madre di Ivan era invece la baronessina Amelié von der Ropp (1801-1869), una nobile tedesca del Baltico imparentata con i casati dei Wrangel e dei Buxhoeveden (suo nonno materno era il generale Friedrich von Buxhoeveden, bisnonno di Lazarev); nella famiglia di Lazarev si parlavano correttamente il russo, l'armeno, il tedesco, il georgiano e svariati dialetti caucasici. 
Il padre di Lazarev era riconosciuto suddito dell'impero russo pur continuando a governare i suoi possedimenti e fece educare i suoi quindici figli come russi (Ivan era il sesto di questi); dopo gli studi nelle scuole locali il giovane Lazarev fu mandato a San Pietroburgo per studiare all'accademia militare, dove si mostrò insofferente alla disciplina ed incostante negli studi, particolarmente per la matematica e la topografia, ma altrettanto capace nelle dimostrazioni di strategia e coraggioso nelle discipline come la scherma e  l'equitazione. Uscito juncker dall'accademia militare, nel 1839 venne mandato come ufficiale in Caucaso, dove in occasione del suo primo combattimento fu promosso a sottotenente.
Dopo una folgorante carriera (nel 1846 era già capitano, nel 1854 maggiore, nel 1867 colonnello) e dopo le guerre in Crimea e nell'Armenia occidentale, Lazarev fu impegnato nel Caucaso settentrionale, in Dagestan per combattere i ribelli guidati da Shamil. In questa guerra Lazarev acquistò una duratura reputazione. Contrariamente a gran parte degli ufficiali russi Lazarev aveva imparato la lingua tartara e grazie a questa conoscenza riuscì ad entrare in contatto coi musulmani ribelli ed a intavolare delle trattative di pace; privato così Shamil dei suoi potenziali alleati, lo costrinse ad una rapida resa alle forze russe; grazie a questa rapida azione sia diplomatica che militare si conquistò il grado di tenente generale.
Undici anni dopo la sua carriera in Daghestan Lazarev fu chiamato a difendere la nativa Armenia dai turchi, secolari nemici della Russia; agli inizi di questa nuova campagna il ruolo di Lazarev fu limitato a sottoposto dei generali conte Loris-Melikov e Arshak Ter-Ghukasov; successivamente gli venne affidato il comando dell'avanguardia dell'esercito russo nell'area; rimasto isolato dal resto dell'esercito nel territorio tra Arpachay e Kegacha, non riuscì ad evitare lo scontro con le forze turche provenienti dalla provincia di Kars ma riuscì a sconfiggerle dopo un estenuante combattimento. L'armata di Lazarev continuò a proseguire in territorio nemico conquistando le città attorno a Karsi: Ḥāfiẓ, Kanlyi, Chimon, Taynasm ad Arab-Tabi. Durante la battaglia di Kars Lazarev distrusse completamente il contingente turco e il controllo russo sull'area fu completo. Il 14 agosto 1879 Lazarev morì mentre la sua spedizione viaggiava verso la sponda orientale del Mar Caspio su un veliero della marina russa. Come suo desiderio fu sepolto nella cappella all'interno della fortezza di Susha.

## Onorificenze
- Ordine di San Giorgio

- Ordine di San Vladimiro